# Сенді Морріс
Сенді Морріс (англ. Sandi Morris, нар. 8 липня 1992) — американська легкоатлетка, яка спеціалузіється в стрибках з жердиною, срібна призерка Олімпійських ігор (2016), чемпіонка світу в приміщенні (2018), рекордсменка США.

## Виступи на основних міжнародних змаганнях
| Рік  | Змагання                                                                | Місто          | Місце    | Примітки |
| ---- | ----------------------------------------------------------------------- | -------------- | -------- | -------- |
| 2015 | Чемпіонат світу                                                         | Пекін          | 4        |          |
| 2016 | Чемпіонат світу в приміщенні                                            | Портленд       | 2        |          |
| 2016 | Олімпійські ігри                                                        | Ріо-де-Жанейро | 2        |          |
| 2017 | Чемпіонат світу                                                         | Лондон         | 2        |          |
| 2018 | Чемпіонат світу в приміщенні                                            | Бірмінгем      | 1        |          |
| 2018 | Чемпіонат Північної та Центральної Америки та країн Карибського басейну | Торонто        | 3        |          |
| 2018 | Континентальний кубок                                                   | Острава        | 3        |          |
| 2019 | Чемпіонат світу                                                         | Доха           | 2        | [ 2 ]    |
| 2021 | Олімпійські ігри                                                        | Токіо          | 16 (кв.) |          |
| 2022 | Чемпіонат світу в приміщенні                                            | Белград        | 1        |          |
| 2022 | Чемпіонат світу                                                         | Юджин          | 2        |          |